# Mary Anderson
Mary Anderson   (comtat de Greene, 19 de febrer de 1866 - Monteagle, 27 de juny de 1953) va ser una promotora immobiliària, ranxera i viticultora nord-americana, inventora de l'eixugaparabrisa. El novembre de 1903 va obtenir la seva primera patent per a un dispositiu automàtic de neteja de la finestra del cotxe controlat des de l'interior del vehicle, anomenat windshield wiper.

## Primers anys
Mary Anderson va néixer al comtat de Greene, Alabama, en l'inici de la reconstrucció, al 1866. El 1889 es va traslladar amb la seva mare vídua i la seva germana a la ciutat de Birmingham, Alabama, que es trobava en plena expansió. Va construir els apartaments Fairmont a l'avinguda Highland poc després d'instal·lar-se. Al 1893, Mary Anderson s'havia mudat a l'oest de Fresno, Califòrnia, on fins al 1898 va dirigir un ranxo de bestiar i unes vinyes.

## Invenció de l'eixugaparabrises
En una visita a la ciutat de Nova York l'hivern de 1902, va agafar el tramvia i va notar que en tot el recorregut el conductor havia d'aturar-se i sortir contínuament a netejar la brutícia, l'aigua i el gel que s'impregnaven al parabrisa, també que deixava les finestres semiobertes a causa de les dificultats per mantenir el parabrisa net d'aiguaneu. Això feia perdre temps a tots, al mateix conductor i als viatgers. Un dia després del primer passeig va buscar un diagrama del dispositiu d'escombratge elemental. Quan va tornar a Alabama va contractar un dissenyador que dissenyés un dispositiu d'accionament manual per mantenir un parabrisa net i va aconseguir una companyia local per produir-ne un model de treball.

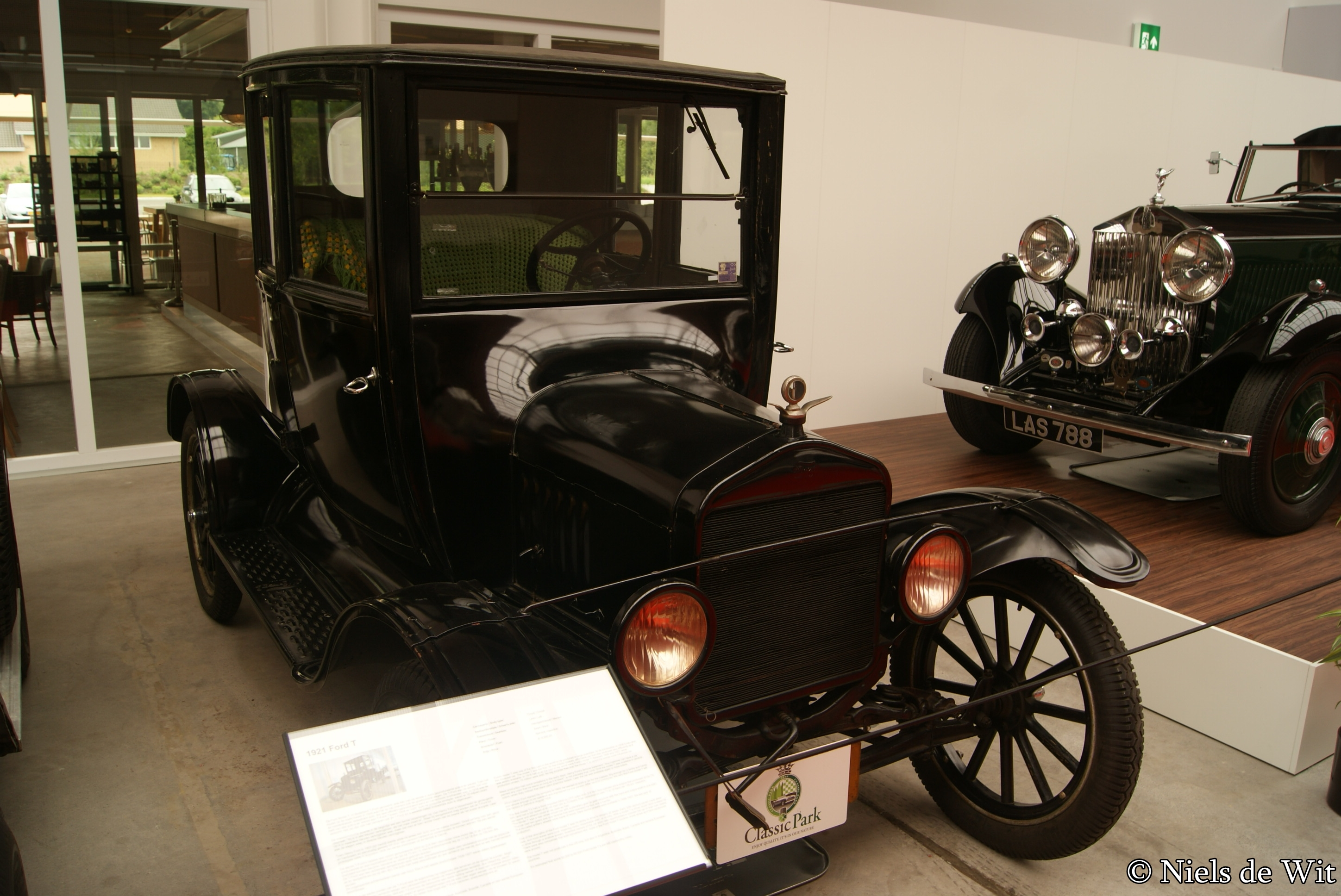
Model Ford T de 1921 amb un eixugaparabrisa

El 1903 va sol·licitar i se li va concedir una patent de 17 anys per a l'eixugaparabrisa. El seu dispositiu consistia en una palanca, a l'interior del vehicle, que controlava una fulla de goma a la part exterior del parabrisa. La palanca podia ser accionada per fer que el braç de ressort pogués moure's cap enrere i cap endavant del parabrisa. Es feia servir un contrapès per a assegurar el contacte entre l'escombreta i el vidre de la finestra. Anteriorment s'havien construït dispositius similars però el d'Anderson va ser el primer a ser veritablement efectiu.
El 1904, va aconseguir una làmina de goma resistent i la va unir a un braç metàl·lic per mitjà de ressorts. Va enginyar una connexió per poder accionar-lo des de l'interior mitjançant una palanca. Quan aquesta fos accionada, les làmines es desplaçarien pel vidre una vegada i una altra fins a la posició originària, com passa encara amb els sistemes actuals més convencionals. La diferència consisteix en la ubicació i el nombre de braços: el seu sistema tenia un únic braç sostingut a la part superior i al centre del vidre.
El 1905 Anderson va tractar de vendre els drets de la seva invenció a una empresa canadenca, però aquesta va rebutjar la sol·licitud dient que "no considerem que tingui prou valor comercial perquè la nostra empresa n'iniciï la venda." Enmig de la seva lluita per vendre l'invent va aparèixer en escena Henry Ford, que va prendre contacte amb aquest invent, pel que sembla, sense tenir relació amb Anderson. Fidel al seu destí innovador, va comprendre la seva utilitat, que al principi va provar en els Ford T amb parabrisa.
Després que la patent expirés al 1920 i el negoci de la fabricació d'automòbils creixés exponencialment, el disseny de l'eixugaparabrisa d'Anderson va esdevenir part de l'equipament. El 1922, Cadillac es va convertir en el primer fabricador d'automòbils a adoptar-los com a equip estàndard.

## Últims anys
Anderson residia a Birmingham, on va continuar gestionant els apartaments Fairmont fins a la seva mort, a l'edat de 87 anys. Al moment de la seva mort, era la membre més antiga del sud de Highland Presbyterian Church. Va morir a la seva casa d'estiu de Monteagle, Tennessee. El seu funeral es va dur a terme pel Dr. Frank. A Highland Sud i va ser enterrada al cementiri d'Elmwood.

## En la cultura popular
La invenció de l'eixugaparabrisa d'Anderson s'esmenta en Temporada 17, episodi 19: "Girls Just Want to Have Sums", dels dibuixos animats Els Simpson, durant un debat entre Marge Simpson, el seu marit i el seu fill, Homer i Bart, sobre la igualtat de gènere:
—Marge: "Bé, una dona també va inventar l'eixugaparabrisa!"
—Homer: "Que va molt bé amb un altre invent de sexe masculí, el cotxe!".